# RDI Halcyon
RDI Halcyon è un prototipo di console per videogiochi basata sulla tecnologia laserdisc, progettato dalla RDI Video Systems di Rick Dyer (già ideatore di Dragon's Lair, primo grande classico su laserdisc). La sua uscita era pianificata per il gennaio 1985, ma non entrò mai in produzione.

## Storia
Il sistema era pensato per eseguire i migliori lasergiochi, ossia titoli basati su veri e propri filmati, reali o d'animazione, dove le azioni del giocatore cambiano la trama saltando tra scene differenti. Per vari motivi però venne presentato in anteprima un catalogo di soltanto sei giochi, tra cui Thayer's Quest, che si prevedeva essere la killer application del sistema. Paradossalmente, nessuno dei lasergiochi celebri come Dragon's Lair era previsto sulla console, nonostante fosse dedicata proprio a quel genere.
Il nome Halcyon (pron. /ˈhælsiən/, letteralmente "spensierato", "idilliaco") era ispirato al computer fantascientifico HAL 9000.
Il sistema rappresenta una vera e propria stazione multimediale, che precedette di ben dieci anni il concetto simile lanciato con la console PlayStation.
Caratteristiche rivoluzionarie erano in particolare il controllo e la sintesi vocale, ossia la possibilità di interfacciarsi con la console parlando in cuffia. Rick Dyer dichiarò che "Halcyon rappresenta la fine della mentalità del joystick" e che il sistema non avrebbe richiesto la coordinazione occhio-mano.
Il prezzo di lancio previsto era di 2500 dollari statunitensi, considerevolmente alto perfino per avere in casa i lasergiochi, all'epoca una meraviglia inarrivabile delle sale giochi.
Il progetto dell'Halcyon, presumibilmente troppo ambizioso, fallì prima dell'effettiva commercializzazione. Il sistema rimase allo stadio di prototipo funzionante. Si pensa che siano state fabbricate manualmente solo una decina di unità complete, per scopi dimostrativi.
Halcyon rimane una console molto particolare e molto amata da collezionisti e appassionati, specialmente nell'ormai storico ambito dei lasergiochi.

## Caratteristiche
Le capacità dell'Halcyon, innovative per l'epoca, includono lettura di laserdisc e altri videodischi, riconoscimento vocale e sintesi vocale, una piccola memoria non volatile, e possibilità di interazione personale con l'utente: viene richiesto e utilizzato il nome del giocatore e memorizzate altre informazioni su di lui.
Si dichiarava che Halcyon ha un vocabolario di oltre duecento parole riconoscibili, e ne può apprendere altre dal giocatore. Il sistema include anche una forma di intelligenza artificiale.
I componenti hardware principali sono:
- Lettore di laserdisc Pioneer LD-700, all'epoca venduto anche autonomamente dalla Pioneer
- Microprocessore Zilog Z80
- Banco ibrido di 64 kB di memoria divisa tra RAM e ROM
- Sistema di sintesi vocale Votrax
- Tastiera e cuffie con microfono inclusi
- Porta secondaria per cartucce da 16 kB

Ciascun videogioco è infatti costituito sia dal laserdisc, che contiene audio e video di alta qualità grazie alla grafica prerenderizzata (full motion video), sia da una cartuccia, che contiene la parte di testo e altri dati.
Inizialmente la RDI pensò anche di commercializzare l'unità centrale da sola, senza lettore laserdisc, lasciando che gli acquirenti l'abbinassero a vari lettori già in vendita, ad esempio della Pioneer o della Magnavox, ma infine questa modalità venne scartata.

## Videogiochi
Gli unici titoli effettivamente completati durante lo sviluppo della macchina sono il fantasy Thayer's Quest (in seguito effettivamente uscito per altre piattaforme) e il gioco di football americano NFL Football: LA Raiders vs SD Chargers. I due giochi in seguito sono stati resi disponibili nelle loro conversioni in formato DVD per i comuni lettori in commercio.
Elenco completo dei titoli previsti:
- NFL Football, tratto da un omonimo arcade su videodisco CED della Bally, con filmati dei San Diego Chargers contro i Los Angeles Raiders
- Orpheus, d'animazione sulla mitologia greca
- Shadow of the Stars, d'animazione fantascientifico
- The Spirit of the Whittier Mansion, horror realizzato con attori, su due sposini in una casa stregata
- Thayer's Quest, fantasy d'animazione uscito poi come arcade, ma in versione ridotta rispetto all'originale per Halcyon
- Voyage to the New World, d'animazione, un'esplorazione alla ricerca di Giovanni Caboto

Alcuni video per gli addetti stampa parlano brevemente anche di una conversione di Cobra Command presa in considerazione.